# Randy Holden
Randy Holden (* 2. července 1945) je americký rockový kytarista a zpěvák.
Svou kariéru zahájil počátkem šedesátých let, kdy vystupoval s řadou různých skupin, například s bluesrockovou kapelou The Iridescents či The Fender IV, kteří hráli surf rock. V letech 1965 až 1967 vedl skupinu Sons of Adam, se kterou dělal například předskokana skupině The Rolling Stones. Následně se stal členem skupiny The Other Half, odkud následně přešel do skupiny Blue Cheer, ve které hrál v letech 1968 až 1969 (se skupinou nahrál album New! Improved! Blue Cheer).
Roku 1969 vydal své první album nazvané Population II, ale kvůli jeho neúspěchu se přestal věnovat hudbě. V první polovině devadesátých let se opět začal věnovat hudbě a vydal několik studiových alb. V roce 2011 vydal společné album se zpěvačkou Jaclyn Guthrie nazvané Touch of Heaven

## Sólová diskografie
- Population II (1969)
- Guitar God (1997)
- Guitar God 2001 (2001)
- Surf Guitar God 1963/2001 (2007)
- Raptor (2008)
- Psychedelic Blue (2015)